# Szekernyés László
Szekernyés László (Kolozsvár, 1935. október 15. –) erdélyi magyar író, újságíró, színműíró.

## Életútja, munkássága
1953-ban érettségizett a szülővárosában, abban az évben Palocsay Zsigmond csoportjának tagjaként, államellenes szervezkedés gyanújával letartóztatták és 3 év börtönbüntetésre ítélték. 1954-ben kegyelemben részesült. 1955–57 között a Bolyai Tudományegyetem magyar–pedagógia szakos hallgatója, 1957-ben korábbi politikai ítéletére hivatkozva eltávolították az egyetemről.
1959–66 között ipari munkás volt, majd szabadfoglalkozásúként külső munkatársa a Marosvásárhelyi Rádiónak és több hazai lapnak (Utunk, Igaz Szó, Vörös Zászló, Előre, Ifjúmunkás, Dolgozó Nő, Jóbarát), ahol hangjátékokat, ill. elbeszéléseket, recenziókat, riportokat, mesejátékokat közölt. 1961–81 között az Új Élet belső munkatársa, riportere. 1968-ban a Megtalált világ című irodalmi antológiában szerepel. 1969 novemberében a marosvásárhelyi, később a temesvári és nagyváradi, valamint a budapesti Józsefvárosi színház bemutatta Trón alatt a király c. mesejátékát. Önálló kiadásban megjelent vígjátéka: Bolondos vakáció (Marosvásárhely, 1972; románul Marosvásárhely, 1973). A Mai román drámák című kötet (Kolozsvár, 1975) számára lefordította Horia Lovinescu A művész halála (Moartea unui artist) című drámáját.